# Pieter Gillis

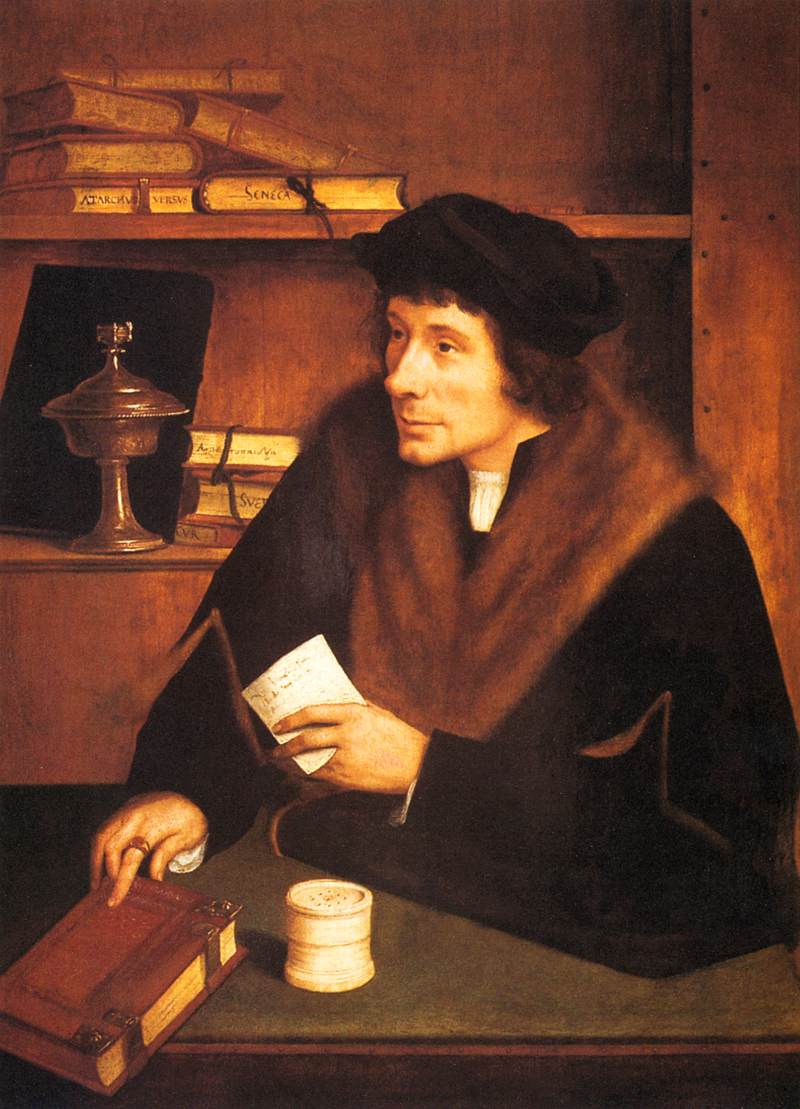
Portret geschilderd door Quinten Massijs van zijn vriend Pieter Gillis, als geschenk voor hun gemeenschappelijke vriend Thomas More

Pieter Gillis, ook Peter Gillis, Pieter Giles, Petrus Ægidius (Antwerpen, 28 juli 1486 - aldaar, 6 (of 11) november 1533) was een Antwerps humanist, van 1509 tot 1532 ook de stadsgriffier of secretaris van de stad Antwerpen in de vroege 16e eeuw. Hij verwierf bekendheid als vriend en steunpilaar van Desiderius Erasmus en Thomas More.
Gillis probeert een rechtenopleiding aan de Universiteit van Orléans maar moet zonder diploma terugkeren.  Vervolgens gaat hij in dienst bij de drukker Dirk Martens waar hij bevriend raakt met Erasmus die aldaar Lucubratiunculae aliquot en Panegyricus uitgaf.
Erasmus stimuleerde hem zijn rechtenstudies in Leuven te hernemen, met succes want na studietijd in Leuven, gecombineerd met zijn werk in de drukkerij, en zijn opdracht als griffier, leidde in 1512 voor Gillis alsnog in Orléans tot het behalen van zijn rechtsdiploma.
Gillis richtte zijn eigen drukkerij op en kwam tijdens redactiewerk onder de indruk van het werk van Rudolf Agricola en werd hierdoor aanhanger van het humanisme. 
In de vriendengroep van humanisten leren ook Thomas More en Gillis mekaar kennen. Gillis staat vervolgens rol voor een figuur uit het eerste boek van Utopia van Thomas More. More droeg ook Utopia op aan Pieter Gillis. Aan Gillis wordt het alfabet en mogelijk ook een deel van de taal van het Utopiaans gebruikt in de boeken toegeschreven.
Hij huwde drie maal en had in totaal in zijn drie huwelijken tien kinderen.

## Nagedachtenis
- De naam van Pieter Gillis komt terug in het Centrum Pieter Gillis, het reflectiecentrum voor actief pluralisme van de Universiteit Antwerpen.[1]
- Als geschenk voor Thomas More die zijn functie in Engeland had opgenomen, schilderde Quinten Massijs zijn vriend Pieter Gillis. More was verrukt over het schilderij.
- Hendrik Leys gaf op het schilderij Bezoek van Albrecht Dürer in Antwerpen in 1520 Erasmus het uiterlijk van zijn vriend Gillis.